# 哇揚翁戲

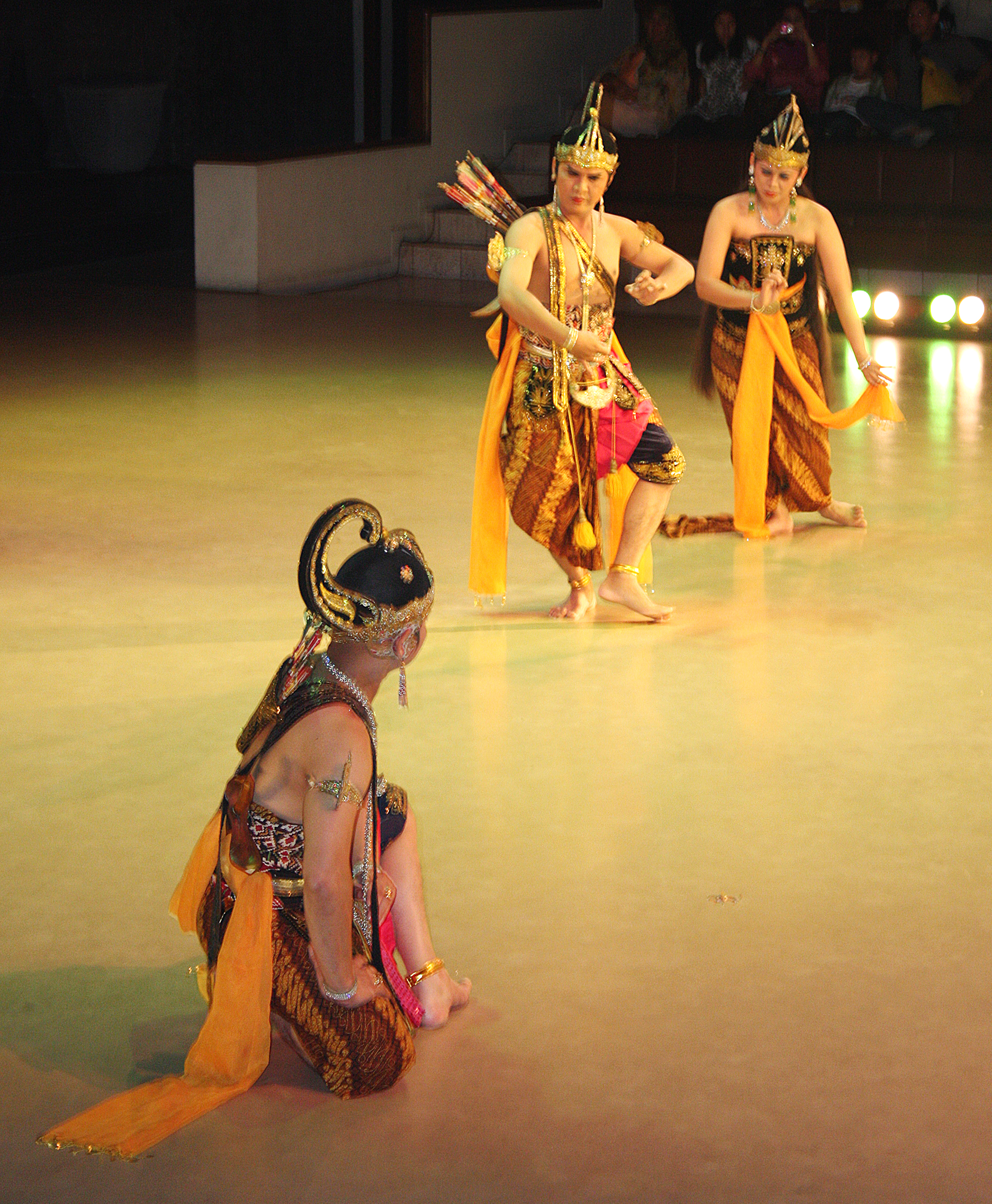
在普蘭巴南寺廟中演出的《羅摩衍那》（Ramayana Wayang）

哇揚翁戲（Wayang Wong），又名 Wayang Orang，是一種爪哇舞蹈戲劇表演形式，其主題主要取材自《羅摩衍那》或《摩訶婆羅多》。表演的風格化也反映了爪哇的宮廷文化：
中爪哇日惹 Kraton（宮殿）中的哇揚翁舞劇代表了爪哇美學統一的縮影，它是包含了舞蹈、戲劇、音樂、視覺藝術、語言和文學的整體劇場（total theatre），高度文化化的形式感貫串其所呈現的各個方面

儘管哇揚翁戲與爪哇傳統密切相關，但在鄰近民族包括峇里人和巽他族的傳統中，也發現了此種舞劇的變體。

## 歷史

哇揚翁戲。照片摄于1925年左右。

9 世紀普蘭巴南寺廟的淺浮雕面板上展示了《羅摩衍那》史詩的情節。自從固里班及諫義里國時期以來，《摩訶婆羅多》情節的改編就融入了爪哇文學的傳統中，著名的例子像是 11 世紀由 Mpu Kanwa 所創作的 Arjunawiwaha。而東爪哇的 Penataran 寺廟也在其淺浮雕中描繪了《羅摩衍那》和《摩訶婆羅多》的題材。與來自《羅摩衍那》和《摩訶婆羅多》的哇揚史詩相關的爪哇舞劇在那時就已經存在了。
在卡威文（舊爪哇語）中，哇揚（Wayang）的意思是「影子」，翁（Wong）的意思是「人」。哇揚翁戲是哇揚皮影偶戲（中爪哇的皮影戲）風格中的一種表演，由演員在其中扮演木偶的角色。關於這種形式的第一個文獻紀錄是 930 年東爪哇的碑文 Wimalarama 。 這種類型目前在中爪哇、峇里島、井裡汶和巽他（西爪哇）等地方中以有面具和無面具的形式演出。
哇揚翁戲與爪哇文化密切相關，一開始它只是在日惹、帕庫阿拉曼、梭羅、Mangkunegaran 的四個宮殿中作為貴族娛樂而演出，隨著時間過去，它也逐漸流行並且進入民間。